# راوسون مارشال تربر
راوسون مارشال تربر (انگلیسی: Rawson Marshall Thurber؛ زادهٔ ۹ فوریهٔ ۱۹۷۵) یک کارگردان و فیلم‌نامه‌نویس اهل ایالات متحده آمریکا است. وی از سال ۱۹۹۷ میلادی تاکنون مشغول فعالیت بوده‌است.

## فیلم‌شناسی
| سال  | عنوان                                          | کارگردان | نویسنده | تهیه‌کننده |
| ---- | ---------------------------------------------- | -------- | ------- | --------- |
| ۲۰۰۴ | داج بال: داستان یک بازنده واقعی                | آری      | آری     | نه        |
| ۲۰۰۸ | اسرار پیتزبورگ                                 | آری      | آری     | آری       |
| ۲۰۱۳ | ما خانواده میلر هستیم                          | آری      | نه      | نه        |
| ۲۰۱۶ | اطلاعات مرکزی                                  | آری      | آری     | نه        |
| ۲۰۱۷ | Play Dodgeball with Ben Stiller (ویدئوی کوتاه) | آری      | آری     | نه        |
| ۲۰۱۸ | آسمان‌خراش                                      | آری      | آری     | آری       |
| ۲۰۲۱ | اعلان قرمز                                     | آری      | آری     | آری       |

بازیگری
| سال  | عنوان                           | نقش |
| ---- | ------------------------------- | --- |
| ۲۰۰۴ | داج بال: داستان یک بازنده واقعی |     |
| ۲۰۰۷ | رتبه‌های نه                      |     |
| ۲۰۱۰ | ایزی ای                         |     |
| ۲۰۱۳ | ما خانواده میلر هستیم           |     |
| ۲۰۱۵ | سخنران عروسی                    |     |
| ۲۰۱۶ | اطلاعات مرکزی                   |     |
| ۲۰۲۲ | چیپ و دیل: تکاوران نجات         |     |